# Wolf Barth
Wolf Paul Barth (Wernigerode, 20 de outubro de 1942 – 30 de dezembro de 2016) foi um matemático alemão, que trabalhou com geometria algébrica.

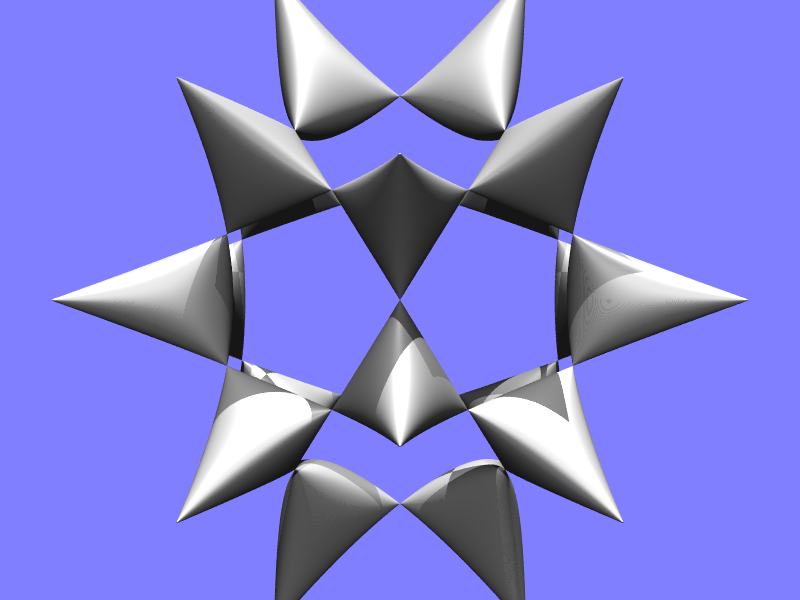
Sêxtico de Barth

## Obras
- com Klaus Hulek, Chris Peters, Antonius van de Ven Compact complex surfaces, Springer Verlag, Ergebnisse der Mathematik und ihrer Grenzgebiete, 1984,  2. Edição 2004
- Lokale Cohomologie bei isolierten Singularitäten analytischer Mengen, Schriftenreihe des Math. Instituts der Universität Münster 1971
- Some properties of stable rank 2 vector bundles on {\displaystyle P_{n}}, Mathematische Annalen, Volume 226, 1977, p. 125-150
- Moduli of vector bundles on the projective plane, Inventiones Mathematicae, Volume 42, 1977, p. 63-91